# Кирмизи Базар
Кирмизи Базар (азерб. Qırmızı Bazar), Кармір Шука (вірм. Կարմիր Շուկա), Красний Базар — село у Ходжавендському районі Азербайджану. В перекладі з вірменської «Кармір шука» перекладається як «червоний базар», азербайджанська назва Кирмизи Базар має такий самий переклад, також використовувалась російська назва «красний базар». Село розташоване за 27 км на південний захід від міста Ходжавенд та знаходиться у перехресті трьох шляхів: на Ханкенді, на Мартуні та на Гадрут. Село розташоване за 1 км на північний схід від села Тахавард, за 6 км на схід від села Саргсашен, за 6 км на південний схід від села Сарушен (Аскеранський район), за 3 км на південь від села Схторашен та за 3 км на південний захід від села Гергер. До сільради входить також сусіднє село Схторашен, відоме своїм деревом платан, якому 2 000 років. Під час війни село зазнавало авіаударів з боку ВПС Азербайджану.

## Пам'ятки
В селі розташована церква «Бердаондж» 17 ст., фортеця «Гороз» (Бердаондж) 8-13 ст., цвинтар 17-18 ст., хачкар 12-13 ст., селище 12-13 ст., каплиця-церква Святого Геворга 18 ст.